# Isaac Nathan
Isaac Nathan (asi 1791, Canterbury, Anglie – 15. ledna 1864, Sydney, Austrálie) byl anglický a australský hudební skladatel a muzikolog židovského původu, který je nazýván „otcem australské hudby“.

## Život

### Mládí
Isaac Nathan, syn židovských rodičů, kteří emigrovali z Polska, se narodil kolem roku 1791 v Canterbury. Jeho otec, chazan (kantor) Menachem Monach Nathan, o sobě tvrdil, že je nemanželský syn posledního polského krále Stanisława Poniatowkého a jeho židovské milenky.
Původně se měl Nathan stát rabínem. Otec jej proto jako třináctiletého poslal do internátní školy Solomona Lyona v Cambridgi, kde se mimo jiné naučil hebrejsky, německy a pravděpodobně také aramejsky. Toto vzdělání mu otevřelo cestu ke studiu na Cambridgeské univerzitě, ačkoliv mu jeho náboženství bránilo získat titul. Protože projevil velké hudební nadání, studoval od roku 1808 zpěv a skladbu u londýnského hudebního vydavatele, skladatele a učitele italského původu Domenica  Corriho. Sám se stal učitelem zpěvu a roku 1812 se oženil s jednou ze svých žaček, s Elizabeth Rosettou Worthingtonovou.

### Hebrejské melodie
Nathan je znám především jako autor hudby ke sbírce lyrických básní lorda Byrona Hebrejské melodie napsaných na motivy starozákonních textů. Nápad na vytvoření hudebního cyklu synagogální hudby pojal Nathan někdy v polovině roku 1813 ovlivněn dílem Hudební a poetické památky velšských bardů (1794, The Musical and Poetical Relicks of the Welsh Bard) od Edwarda Jonese a Irskými melodiemi (1808–1834, Irish Melodies) Thomase Moora. Sledoval tím ryze komerční cíl: chtěl se svézt na tehdejší vlně zájmu o exotickou lidovou hudbu. Tvrdil proto, že půjde o melodie staré více než tisíc let a některé z nich měli starověcí Hebrejci údajně zpívat ještě před zničením druhého jeruzalémského chrámu. Pro svůj záměr hledal Nathan pomoc významného básníka, aby vytvořil texty v angličtině a dodal projektu legitimitu. Obrátil se proto na Waltera Scotta, který však nabídku odmítl.
Nathanův přítel, bankéř a politik Douglas Kinnaird, zprostředkoval Nathanovi roku 1814 setkání s lordem Byronem, který patřil také k jeho přátelům, a ten Nathanovu nabídku přijal. Nejprve nabídl Nathanovi ke zhudebnění několik již hotových milostných básní, a pak již čerpal ze Starého zákona, hlavně z Knihy Jób. Traduje se ale, že si Byron vznikajícího díla příliš necenil. Ve slabé chvíli prý dokonce rukopisy hodil do ohně, Nathan je ale zachránil.
V dubnu roku 1815 publikoval Nathan sám první vydání Hebrejských melodií pro hlas a klavír. Toto vydání obsahovalo dvanáct písní vznikajících různým způsobem. Některé písně vytvořil Byron jako slova k Nathanovým melodiím, v jiných případech Nathan vytvářel melodie k již hotovým Byronovým textům. Deset z těchto dvanácti melodií bylo skutečně historicky použito v synagoze, dvě pravděpodobně složil Nathan sám. Ty, které pocházejí ze synagogální hudby, lze ale těžko považovat za starověké. Některé jsou z 10. a 11. století, jiné jsou převzaty z evropských lidových melodií včetně luteránských hymnů, které byly upraveny židovskými kongregacemi ve střední Evropě.
Na tomto prvním vydání je uveden jako spoluautor hudby John Braham, původně židovský kantor, který byl nejen hudební skladatel, ale také slavný tenor. Protože Nathan věděl předem, že se po vydání melodií ocitne pod palbou kritiky, hledal další podporu. Domluvil se proto s Brahamem, aby se pod hudbu k Hebrejským melodiím podepsal spolu s ním a aby zpíval některé písně cyklu na koncertech. Na oplátku dostal Braham polovinu výtěžku z prodeje.
V dubnu roku 1816 bylo Nathanem publikováno další vydání obsahující 24 písní. Když skandál ohledně vztahu Byrona s jeho nevlastní sestrou Augustou přiměl v tomto roce básníka odejít z Anglie, předal Byron autorská práva na básně Nathanovi a ten do roku 1829 postupně rozšířil počet zhudebněných písní na třicet.

### Úpadek

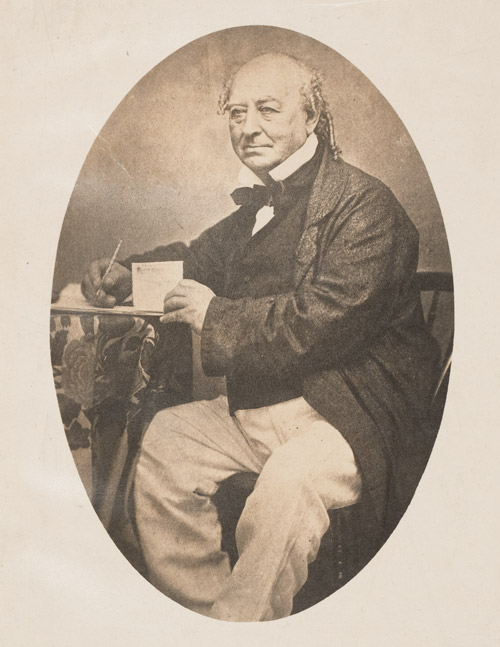
Isaac Nathan kolem roku 1860

Hebrejské melodie přinesli Nathanovi určitou slávu a proslulost a dlouhodobé přátelství s lady Carolinou Lambovou, která se stala kmotrou jedné z jeho dcer. Jako žačku získal princeznu Šarlotu z Walesu. Ta však zemřela roku 1817 při porodu, a tak Nathan přišel po Byronovi o dalšího významného mecenáše. Postupně začal mít velké finanční problémy, které byly mimo jiné výrazně zaviněny jeho vášní pro sportovní sázky, což mu pravděpodobně vyneslo několik měsíců vězení za dluhy. Po předčasné smrti manželky roku 1824 se roku 1826 podruhé oženil s Henriettou Buckley.
Psal komické opery pro londýnská divadla, z nichž čtyři byly v letech 1823 až 1833 inscenovány. Vydal také králi Jiřímu IV. věnovanou knihu o dějinách a teorii hudby pod názvem Esej o historii a teorii hudby a o kvalitách, schopnostech a řízení lidského hlasu (1823, An Essay on the History and Theory of Music, and on the Qualities, Capabilities and Management of the Human Voice) později vydávanou pod názvem Musurgia Vocalis, ze které vyplývá, že měl velké znalosti Bible a židovských tradic. V populárním tisku publikoval články o hudbě a také o boxu.
Údajně působil jako tajný agent krále Jiřího IV. Roku 1837 jej měl král Vilém IV. poslat na tajnou misi, jejíž povaha zůstala neznámá. Ale první premiér nové královny Viktorie, shodou okolností manžel Caroliny Lambové, mu odmítl vyplatit požadovanou částku 2000 liber. Nathan byl finančně zruinován a celá rodina odjela roku 1840 do Austrálie.

### Australské období
Nathan s rodinou se dostal do Sydney v dubnu roku 1841 po krátké zastávce v Melbourne. Velice rychle se stal vůdcem místního hudebního života, působil jako hudební poradce jak v synagoze, tak v římskokatolické katedrále v Sydney. Otevřel akademii zpěvu a v Austrálii poprvé uvedl mnoho děl Mozarta a Beethovena. Složil také několik oper. Dne 3. května 1847 byla v Sydney v Royal Victoria Theatre uvedena jeho opera Don John of Austria (Don Juan Rakouský), první opera, která byla zkomponována a provedena v Austrálii. Byl také první, kdo zkoumal a přepisoval domorodou australskou hudbu, i když s domorodými melodiemi zacházel jako s viktoriánskými baladami. Patří k zakladatelům australské národní kultury a je označován za „otce australské hudby“.
Nathan zahynul při dopravní nehodě v Sydney 15. ledna roku 1864. Při vystupování z městské koňské tramvaje se vůz pohnul dříve, než Nathan opustil koleje, a tím se dostal pod jeho kola. Byl pohřben na hřbitově v Camperdownu.

## Dílo

### Písně
- Hebrew Melodies (1815-1829, Hebrejské melodie), cyklus lyrických písní (zhudebněných básní lorda Byrona vytvořených na motivy starozákonních textů).[5]
- Queen of Evening (1836, Královna večera), balada.[9]
- Australia the Wide and Free (1842, Austrálie široká a svobodná), óda pro inaugurační večeři první městské rady v Sydney.[10]
- The Aboriginal Mother (1841, Domorodá matka), zhudebnění básně irsko-australské básnířky Elizy Hamiltonové Dunlopové.[11]
- Koorinda Braia (1842), píseň založená na domorodé melodii.[10]
- The Aboriginal Father (1845, Domorodý otec), píseň založená na domorodé melodii.[10]
- Leichhardt's Grave (1845, Leichhardtův hrob), elegie na údajnou smrt cestovatele Ludwiga Leichhardta.[12]
- The Currency Lasses (1846), píseň o první generaci rodilých bílých Australanů (především dívek), dětí britských osadníků a trestanců, kteří přišli do Austrálie koncem 18. století.[13]
- A Song to Freedom (1863, Píseň pro svobodu), poslední Natahnova píseň věnovaná královně Viktorii.[4]

### Opery
- Sweethearts and Wives (1823, Zlatíčka a manželky), komická opera, libreto James Kennedy, Nathan je autorem pouze části hudby.[14]
- The Alcaid: Or, The Secrets of Office. (1824, Alcaid aneb Tajemství úřadu), komická opera, libreto James Kennedy.[14]
- The Illustrious Stranger (1827, Slavný cizinec), komická opera, libreto James Kennedy.[14]
- Triboulet, or The King's Jester (1840, Triboulet aneb Králův šašek), libreto John Gideon Millingen, opera byla provedena v Londýně, ale její hudba je dnes ztracena.[15]
- Merry Freaks in Troublous Times (1843, Rozmarné vrtochy v těžkých časech), komická opera o Karlu II (nebyla uvedena), libreto Charles Nagel.[14]
- Don John of Austria (1847, Don Juan Rakouský), komická opera, libreto Jacob Levi Montefiore,[16] příběh španělsko-židovské dívky, která se zamiluje do Dona Juana, levobočka Karla V., císaře Svaté říše římské a španělského krále. Ten na konci opery zjistí, že i on je Žid, a díky tomu má opera šťastný konec.[5]

### Knihy
- An Essay on the History and Theory of Music, and on the Qualities, Capabilities and Management of the Human Voice (1823, Esej o historii a teorii hudby a o kvalitách, schopnostech a řízení lidského hlasu), kniha o dějinách a teorii hudby později vydávaná pod názvem Musurgia Vocalis.[7][17]
- Fugitive Pieces and Reminiscence of Lord Byron (1829), kniha obsahující zcela nové doplněné vydání Hebrejských melodií, kritické, divadelní, politické a teologické poznámky, postřehy a zajímavé rozhovory od lorda Byrona a také některé dopisy a vzpomínky lady Caroliny Lambové.[18]
- Lectures on the Theory and Practice of Music (1846, Přednášky o teorii a praxi hudby), první, druhá a třetí ze série přednášek o teorii a praxi hudby, přednesené na Sydney College v Novém Jižním Walesu.[19]
- The Southern Euphrosyne and Australian Miscellany (1849, Jižní Eufrosyné a australské rozmanitosti), kniha obsahuje příklady hudby australských domorodců (Aboridžinců), i když Nathanovo hudební aranžmá je zabarveno viktoriánskými hudebními konvencemi.[5]